# Jean-Luc Nancy
Jean-Luc Nancy (født 26. juli 1940, død 23. august 2021) var en fransk filosof. Nancy var inspireret af blandt andre Martin Heidegger, Jacques Derrida, Georges Bataille, Maurice Blanchot og Friedrich Nietzsche.
Nancys første bog vedrørende spørgsmålet om fællesskab, La communauté désœuvrée (oversat til engelsk som The Inoperative Community, 1986), er formodentlig hans bedst kendte værk. Denne tekst er en introduktion til nogle af de primære filosofiske temaer, som Nancy fortsatte med at arbejde med. Nancy sporer begrebet om fællesskab og dets udbredelse til begreber som erfaring, tale og individet, og hævder, at det har domineret moderne tænkning. Ved at afvise populære forestillinger om fællesskab omdefinerer Nancy begrebet ved at spørge: Hvad kan det være, hvis det hverken reduceres til en samling af adskilte individer og heller ikke til en hypostaseret kollektiv substans, fx fascisme. Han skriver, at vores forsøg på at udforme samfund efter definitioner planlagt i forvejen leder os hyppigt til social vold og politisk terror. Nancy stiller derfor det sociale og politiske spørgsmål om, hvordan det er muligt at begive sig videre med udviklingen af samfundet med denne vished i sinde. Titlen La communauté désœuvrée henviser til fællesskab, der ikke er resultatet af en produktion, være den social, økonomisk eller endda politisk (fx nationalistisk); fællesskab i denne forstand er ikke et kunstværk:
"Fællesskabet der bliver en enkel ting (krop, sind, fædreland, Leder ...) [...] mister nødvendigvis i'et som muliggør i-fællesskab-væren. Eller, det mister det med eller sammen, som definerer det. Det giver dets samværen til en samhørigheds væren. Sandheden ved fællesskab ligger derimod i en sådan værens tilbagetrækning." (oversat fra forordet).
La communauté inavouable (oversat til engelsk som The Unavowable Community, 1988), er en kort tekst af Maurice Blanchot, som var et svar på Nancys arbejde med begrebet om fællesskab (og såvel inspireret af Georges Bataille, vis arbejde med begrebet om suverænitet diskuteres i La communauté désœuvrée). Samtalen mellem Nancy og Blanchot fortsatte indtil Blanchots død.